# Robert von Welz
Robert Ritter von Welz (auch Robert Welz und Robert von Welz; * 15. Dezember 1814 in Kelheim an der Donau; † 12. November 1878 in Würzburg) war ein deutscher Mediziner und Hochschullehrer. Er war Zahnarzt, Augenarzt, ein Pionier auf dem Gebiet der Anästhesie, Gründer der ersten Augenklinik Würzburgs und Würzburgs erster ordentlicher Professor für Augenheilkunde.

## Leben
Robert Ritter von Welz war Sohn des Kelheimer Landrichters Aloys Peter Joseph Ritter von Welz (1773–1828), der am 13. April 1813 ein vom Kurfürsten Karl Theodor erhaltenes Ritterstandsdiplom von 1787 durch den bayerischen König Max I. anerkannt bekam, und dessen Ehefrau Josephine, geborene von Chlingensperg (1778–1845). Er besuchte die Gymnasien von Regensburg und Würzburg. 1832 begann er an der Universität Würzburg zunächst Naturwissenschaften und Philosophie zu studieren, ab 1834 widmete er sich der Medizin. Dieses Studium schloss er 1838 mit der Promotion zum Dr. med. ab, wobei die Dissertation Des Asclepiades von Bithynien Gesundheitsvorschriften, nach den vorhandenen Handschriften zum ersten Male vollständig bearbeitet und erläutert erst 1841 erschien.

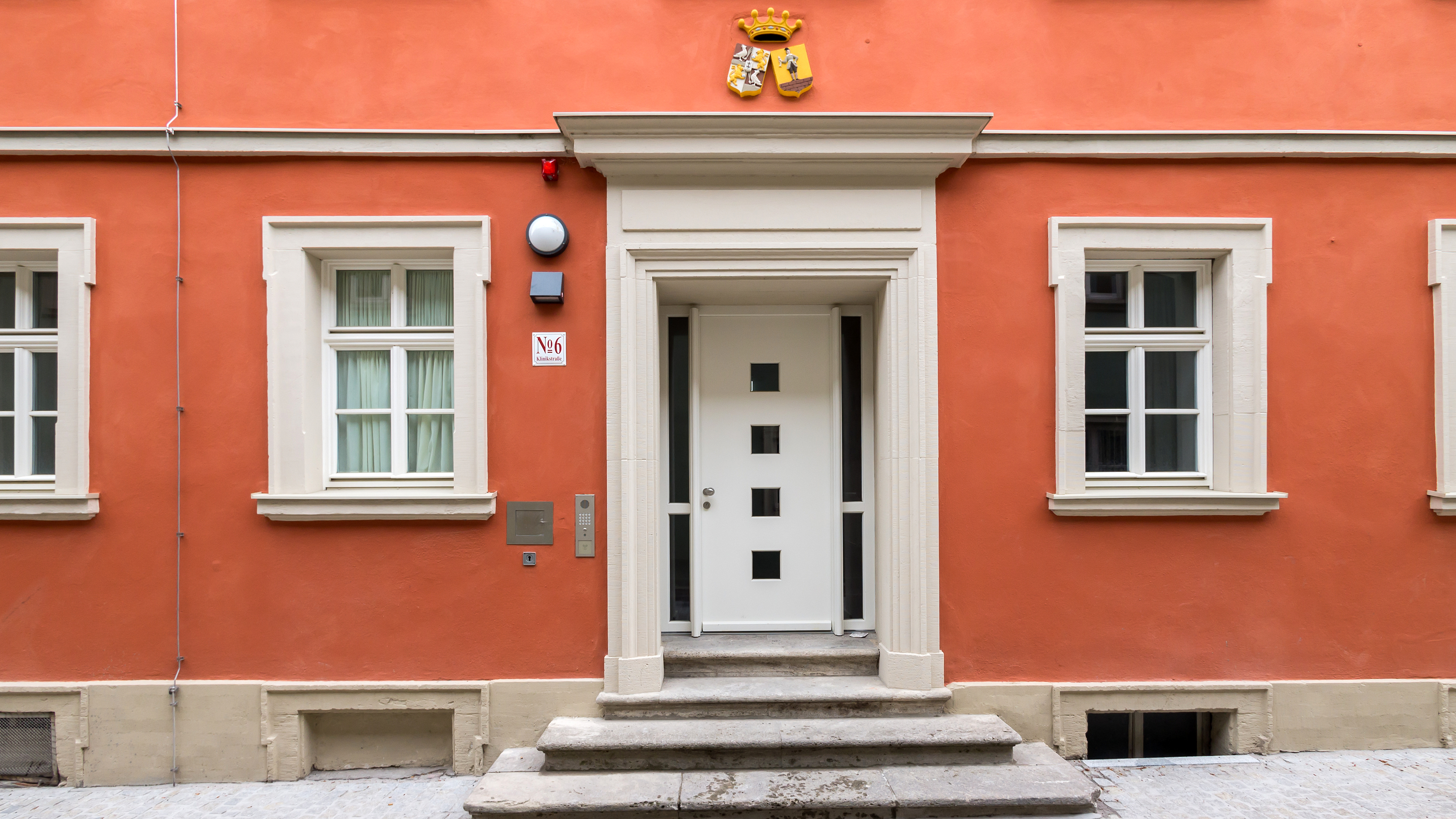
Das Allianzwappen der Chlingensperg auf Berg und der Welz (eine rote Ziegelmauer vor goldenem Hintergrund mit silbernen Fugen im Schildesfuß, auf der ein rot gekleideter Mann mit einem spitzigen Hut steht und einen Fisch, namentlich einen Wels, in der Hand hält) am sogenannten Welzhaus in Würzburg (Darüber die fünfzinkige Krone des titulierten Adels).

Von Welz war von 1840 bis 1844 Assistenzarzt unter Carl Friedrich von Marcus am Würzburger Juliusspital. In dieser Zeit gab er zudem private Kurse und entwickelte Stethoskope. Zu Beginn des Jahres 1847 erfand er einen Inhalierapparat, der dem ebenfalls am Juliusspital tätigen Chirurgen Cajetan von Textor ab 3. Februar 1847 Operationen in der im Jahr zuvor in Amerika bekanntgemachten Äthernarkose ermöglichte. Zu diesem von dem Würzburger Drehermeister Franz Sebastian Gerster (1789–1871) gefertigten „Schwefel-Äther-Apparat“ verfasste von Welz, nachdem Textor am 5. Juli 1847 dem neuartigen Gerät ein positives Gutachten ausgestellt hatte, auch eine Abhandlung, die er am 22. Juli 1847 dem bayerischen König schickte. Das bayerische Ministerium prüfte den Apparat und empfahl ihn allen Kliniken. Robert von Welz bestand 1847 die medizinische Abschlussprüfung und durfte sich als praktischer Arzt betätigen, bevor er sich 1848 mit der Abhandlung De collapsu pulmonum qui fit thorace aperto an der medizinischen Fakultät in Würzburg habilitierte. Er erhielt außerdem ein Reisestipendium, mit dem er nach Paris ging, um sich dem Studium der Syphilis zuzuwenden und sein Studium der Zahnmedizin zu vervollständigen. Aus Paris zurückgekehrt, ließ er sich als Zahnarzt in Würzburg nieder. Am 25. Februar 1849 erhielt er zudem die Ernennung zum Privatdozenten der Medizinischen Fakultät. Seine Antrittsvorlesung hielt er Ueber die Anwendung der Akustik auf die Resultate der Percussion der Brust und der Unterleibshöhle.

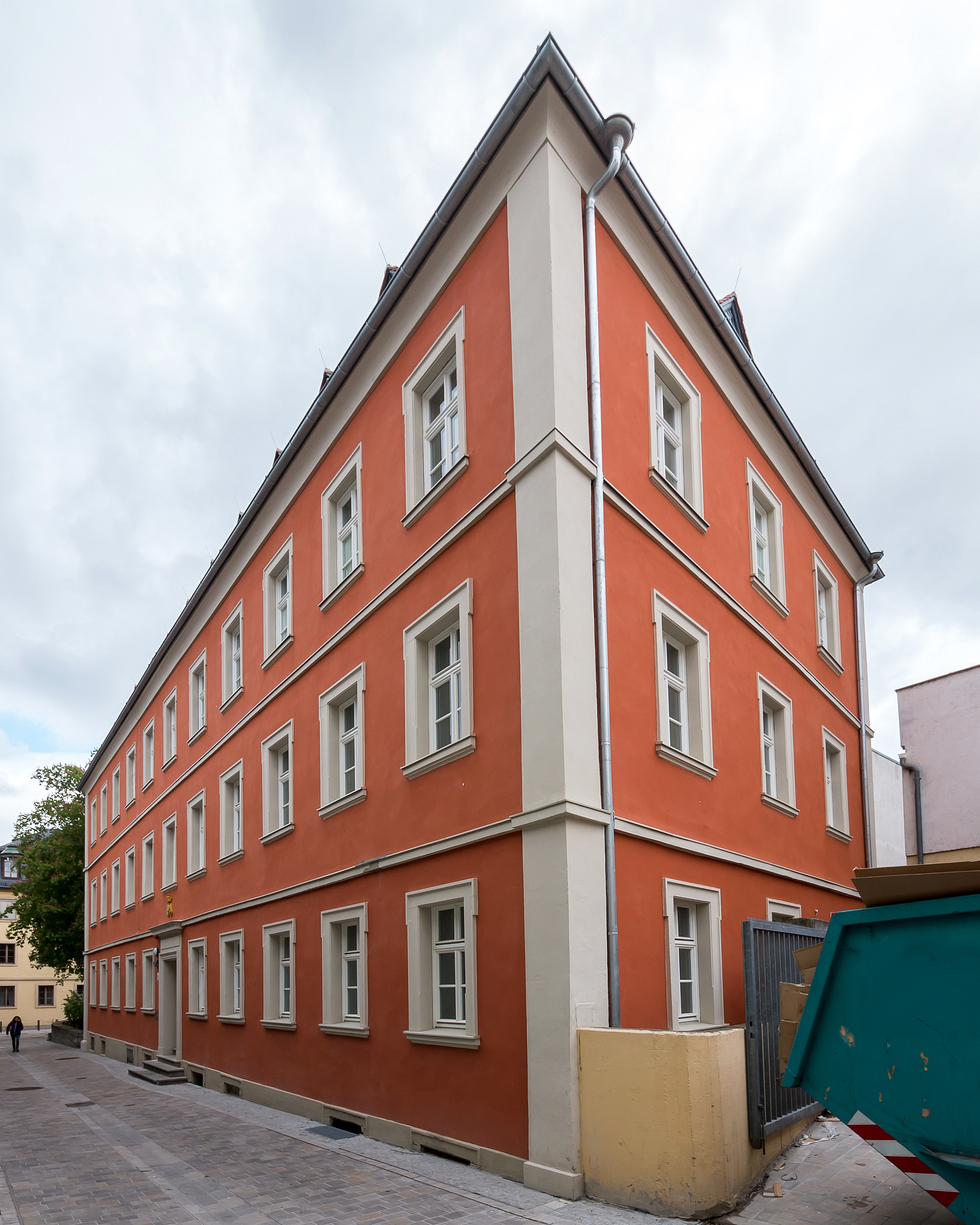
Das Welzhaus

Welz ging 1854/1855 nach Berlin. Dort ließ er sich von dem mit ihm eng befreundeten Albrecht von Graefe in Augenheilkunde ausbilden und gründete zunächst eine private Klinik für Augenheilkunde in Würzburg in der Klinikgasse (heute Klinikstraße 6 mit dem unter Denkmalschutz stehenden sogenannten Welzhaus, welches ab 1773 als Epileptikerhaus und ab 1805 als Entbindungsklinik mit Hebammenschule eingerichtet worden war). 1857 eröffnete in Würzburg die erste öffentliche Augenklinik, an der Welz tätig wurde. 1857 wurde er als außerordentlicher Professor der Augen- und Zahnheilkunde an die Medizinische Fakultät berufen. Das Anwesen in der Klinikstraße 6 erwarb er am 4. Januar 1858 und ließ auch ein weiteres Stockwerk aufsetzen. Im Jahr 1866 wurde er schließlich zum ersten ordentlichen Professor der Augenheilkunde ernannt. In dieser Stellung verblieb er bis zu seinem Tod. Die Augenklinik vermachte der ledig gebliebene testamentarisch der Marienstiftung für arme Augenkranke, deren Verwaltung die Universität Würzburg übernahm.
Ein Schüler von von Welz, der Augenarzt Josef Schneider, erwarb sich in Milwaukee (USA) ein Vermögen und beteiligte sich auf Bitte des Chirurgen Fritz König bei der Finanzierung einer Eisenbahnbrücke und Straßenbahnlinie nach Grombühl, wo die neue Klinik Luitpoldkrankenhaus entstand.
Von Welz war der erste Professor, der im Ehrengrab der Universität Würzburg bestattet wurde. Zudem ist die Welzstraße in Würzburg ebenso wie die Robert-von-Welz-Straße in Kelheim nach ihm benannt. Außerdem wurde von ihm der Graefe’sche Preis gestiftet, ein Preis für die beste Abhandlung im Bereich der Augenheilkunde. Eine 1901 errichtete neue Universitäts-Augenklinik trägt über ihrem Eingangsportal das steinerne Porträt des Robert von Welz.

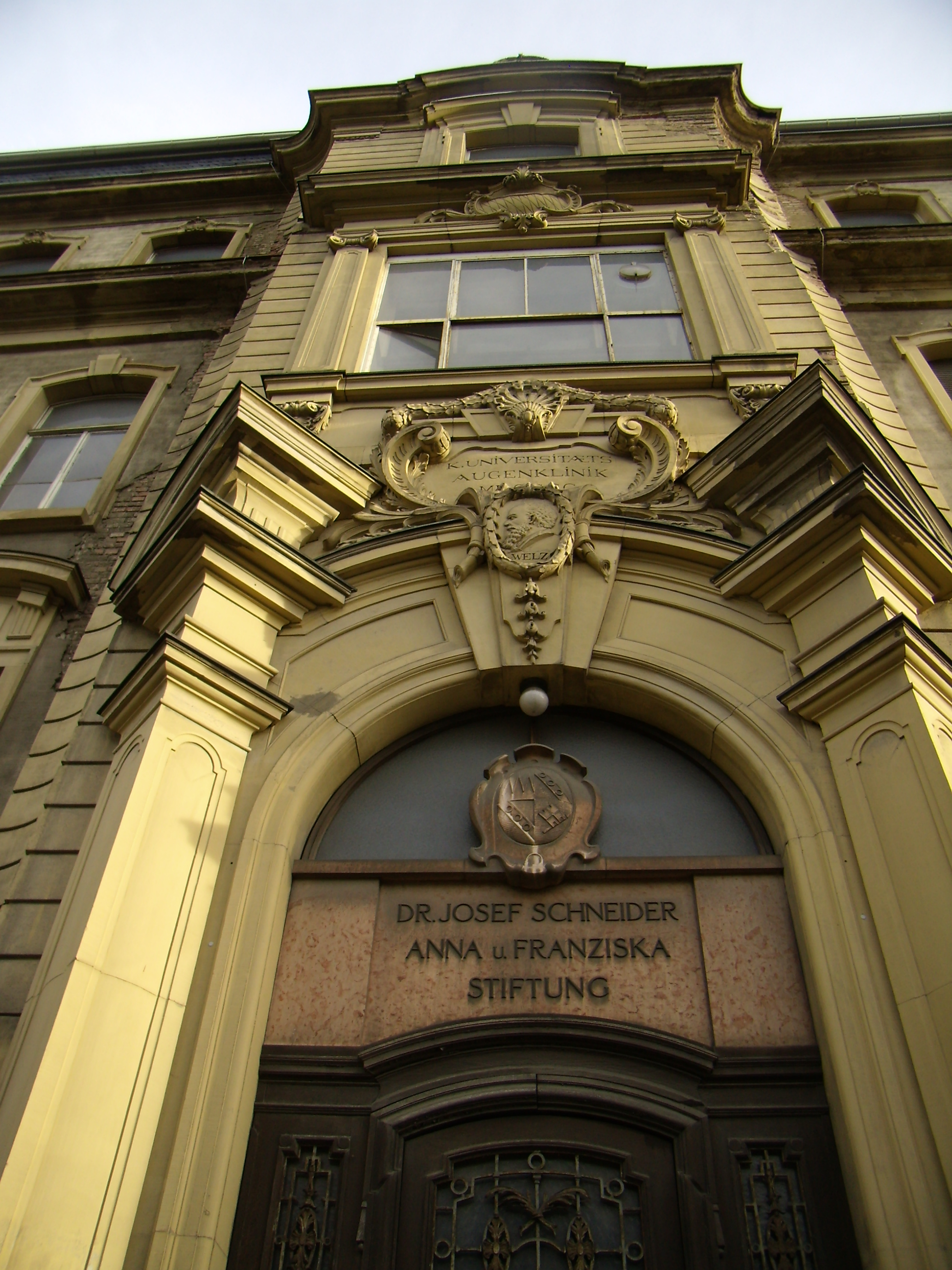
Die ehemalige neue Augenklinik am Röntgenring 12 in Würzburg mit dem Porträt von Robert von Welz

## Veröffentlichungen (Auswahl)
- Des Asklepiades von Bithynien Gesundheitsvorschriften. Dissertation 1841.
- Die Einathmung der Aether-Dämpfe in ihrer verschiedenen Wirkungsweise mit praktischer Anleitung für Jene, welche dieses Mittel in Gebrauch ziehen, mit Abbildung eines eigenen Apparates. Voigt & Mocker, Würzburg 1847.
- Deux résponses à deux lettres de M. le docteur Ricord sur la syphilis. Halm, Würzburg 1850.
- De l’Inoculation de la syphilis aux animaux. 1850.
- Die Einimpfung der Syphilis auf Thiere. Halm, Würzburg 1851.
- Die Iridectomie der peripherischen Linearextraction vorausgeschickt. 1873.